# Sabina Grande
Sabina Grande är en ort i Mexiko.   Den ligger i kommunen Huichapan och delstaten Hidalgo, i den sydöstra delen av landet, 120 km norr om huvudstaden Mexico City. Sabina Grande ligger 2 132 meter över havet och antalet invånare är 554.
Terrängen runt Sabina Grande är kuperad österut, men västerut är den platt. Runt Sabina Grande är det ganska glesbefolkat, med 48 invånare per kvadratkilometer. Närmaste större samhälle är Huichapan, 2,5 km väster om Sabina Grande. I omgivningarna runt Sabina Grande växer huvudsakligen savannskog.